# Wolfgang Kühne (Leichtathletiktrainer)
Wolfgang Kühne (* 16. August 1956) ist ein deutscher Leichtathletiktrainer. Er ist Bundestrainer-Siebenkampf beim Deutschen Leichtathletik-Verband. Daneben ist er auch  in Halle (Saale) Heimtrainer der Zehnkämpfer Rico Freimuth, Michael Schrader und Norman Müller, der Hürdenläuferin Cindy Roleder sowie der Siebenkämpferin Julia Mächtig.
Wolfgang Kühne studierte an der Deutschen Hochschule für Körperkultur Sportwissenschaft und arbeitet seit 1984 in Halle (Saale) als Trainer im Sprung- und Mehrkampfbereich. Er war selbst aktiver Zehnkämpfer und als dieser 1979 DDR-Vizemeister. Seine Bestleistung lag bei 8026 Punkten (alte Punktetabelle).